# AD Quesada
La Asociación Deportivo Quesada de San Isidro de Heredia fue fundada en 1956.

## Historia
San Isidro tuvo como antecedentes al Club Deportivo Quesada, escuadra que militaba en los torneos Interdistritales. Y los ciudadanos isidreños se interesaron por constituir un equipo que los representara en los torneos cantonales; utilizando como base las juveniles del cantón para competir en las terceras divisiones.
El Club Deportivo Quesada se funda en 1956 y es hasta finales de los 60's que participan en las eliminatorias distritales y cantonales, pero en 1968 el equipo de Juventud Isidreña da el salto y representa a San Isidro en la Liga Nacional de Tercera División.
Ya en 1976 el club logra el torneo distrital de fútbol y un año después ingresan a la 3.ª. División por CONAFA (2.ª. División de Ascenso). Sin embargo, es hasta 1981 que alcanza su primer logro; un campeonato regional júvenil de cuarta división y un 4.º puesto a nivel nacional. Por ahí anduvo Puerto Nuevo de Cartago y la A.D. San Rafael de Esparza peleando ese último lugar.
Para 1984 se da un caso atípico, ya que el club que logra el título distrital y cantonal de Tercera División de Ascenso por ANAFA es la Asociación Deportiva Tournón. Pero por asuntos resueltos por la comisión de competición, la Asociación Deportivo Quesada juega la eliminatoria provincial.
En la temporada 1999- 2000 la Asociación Deportiva Quesada queda campeón invicto por la región 9, en terceras divisiones de ANAFA y ascienden a la Primera División Superior Aficionada.
En esa eliminatoria inter regional herediana estuvieron: A.D. Quesada (campeón), Albacete de San Joaquín de Flores, La Virgen de Sarapiquí, A.D. Municipal Santo Domingo y Universidad Interamericana. El técnico isidreño fue Alberto Cháves Gutiérrez.
En la ronda nacional disputa el cetro ante Cahuita, Alianza, Tucurrique, Olimpia, Eleazar Calvo de Desamparados, Atlético Junior, Lomas de Hatillo, Oriente de Coronado, Altos Castro, Atenas, Cobano, Parrita, Santa Rosa de Colorado, Barza Canalete, San Roque de Liberia, Hospital de Nicoya y el representante de San Carlos.
En el 2001 la A.D. Quesada de San Isidro vuelve a ser monarca por el campeonato de tercera división de ANAFA, por la provincia de Heredia y disputa título ante San Pablo. 
No obstante, Quesada asciende a la Primera División Superior Aficionada de la temporada 2002- 2003 con la A.D. Hatillo 8, Club Atlético Júnior de Río Azul, Cuatro Esquinas, A.D. Nandayure, Unión Independiente de Golfito y C.D. Pereira.

## Uniforme
- Uniforme titular: Camiseta color vino, pantalón vino, medias negras
- Uniforme alternativo: Camiseta blanca con ribetes color vino, pantalón blanco, medias blancas.

## Ascenso
Terceras Divisiones Independientes: 1956
Tercera División de Costa Rica: 1962

## Palmarés
- Campeón Nacional de Tercera División por ANAFA Heredia (2): 1999–2001
- Campeón Nacional de Cuarta División por ACOFA Heredia (1): 1981

- 4.to. Lugar en la Cuadrangular Final Nacional por la Cuarta División de ACOFA (ANAFA). 1981-82